# Sports Authority of Thailand 2011
Lo Sports Authority of Thailand 2011 è stato un torneo di tennis facente parte della categoria ITF Women's Circuit nell'ambito dell'ITF Women's Circuit 2011. Il torneo si è giocato a Bangkok in Thailandia dal 23 al 29 maggio 2011 su campi in cemento e aveva un montepremi di $25,000.

## Vincitori

### Singolare
Ayu-Fani Damayanti ha battuto in finale  Julia Cohen con il punteggio di 3–6, 6–2, 6–3

### Doppio
Ting Li, Jr. /  Varatchaya Wongteanchai hanno battuto in finale  Ayu-Fani Damayanti /  Lavinia Tananta con il punteggio di 6–1, 6–4